# ۸۰۲ (خورشیدی)
۸۰۲ هشتصد و دومین سال هجری خورشیدی است.